# Edgar Zell Steever
Edgar Zell Steever IV (* 27. Januar 1915 in Pittsfield, Massachusetts; † 26. November 2006 in New London, Connecticut) war ein US-amerikanischer Bildhauer und Medailleur. Seine Signatur ist EZS.

## Leben

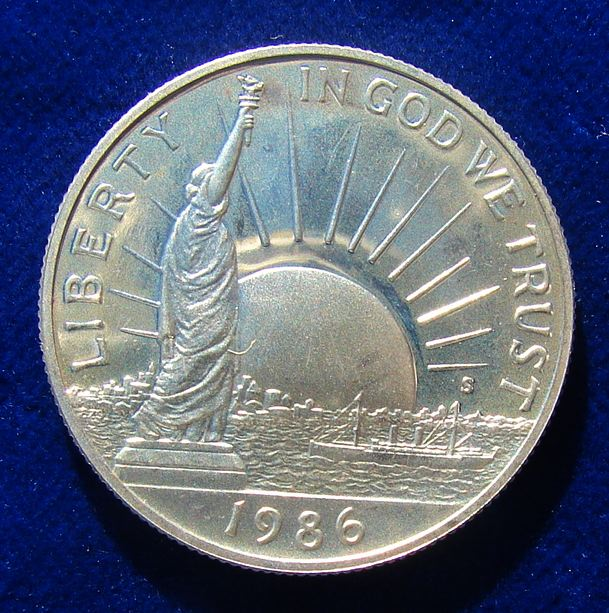
Halbdollar, 1986, Jubiläum der Statue of Liberty

Er graduierte 1936 mit einem Bachelor in Kunstgeschichte an der Yale University. Dann setzte er seine Ausbildung als Bildhauer an der Yale School of Fine Arts fort, wo er 1938 seinen Bachelor und 1940 seinen Master erhielt.
Steever erhielt mehrere Stipendien und Auszeichnungen für Bildhauerei. Später unterrichtete er Bildhauerei und wurde ab 1964 Senior Sculptor-Engraver an der United States Mint in Philadelphia. Dort war er Designer für Münzen und Medaillen bis zu seinem Ruhestand im Jahr 2002. Er entwarf eine Vielzahl von Medaillen und Münzen, auch einige ausländische Münzen.
Zuletzt lebte er in Mystic, Connecticut und verstarb in New London, Connecticut am 26. November 2006.

## Werke
- Vorderseite der 1/2-Dollar-Münze zur Hundertjahrfeier der Statue of Liberty New York (hier abgebildet).